# Conrad Schick
Conrad Schick (Bitz, 27 de enero de 1822-Jerusalén, 23 de diciembre de 1901) fue un arquitecto, arqueólogo y misionero protestante alemán, que se estableció en Jerusalén a mediados del siglo XIX.

## Biografía

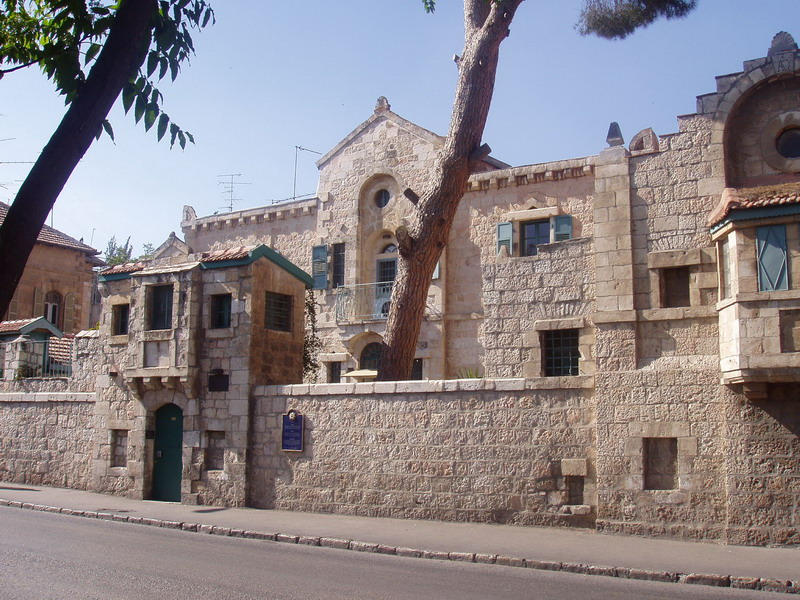
Casa Tabor, Jerusalén

Conrad Schick nació en Bitz, Reino de Württemberg, Alemania. En octubre de 1846, a la edad de 24 años, tras finalizar sus estudios en Basilea, se instaló en Palestina. Fue enviado como misionero por la Misión Peregrina de Santa Chrischona de Bettingen.
Cuando Schick falleció en Jerusalén en 1901, su muerte fue lamentada por judíos, musulmanes y cristianos. Está enterrado en el Cementerio Protestante del Monte Sion .

## Arquitectura

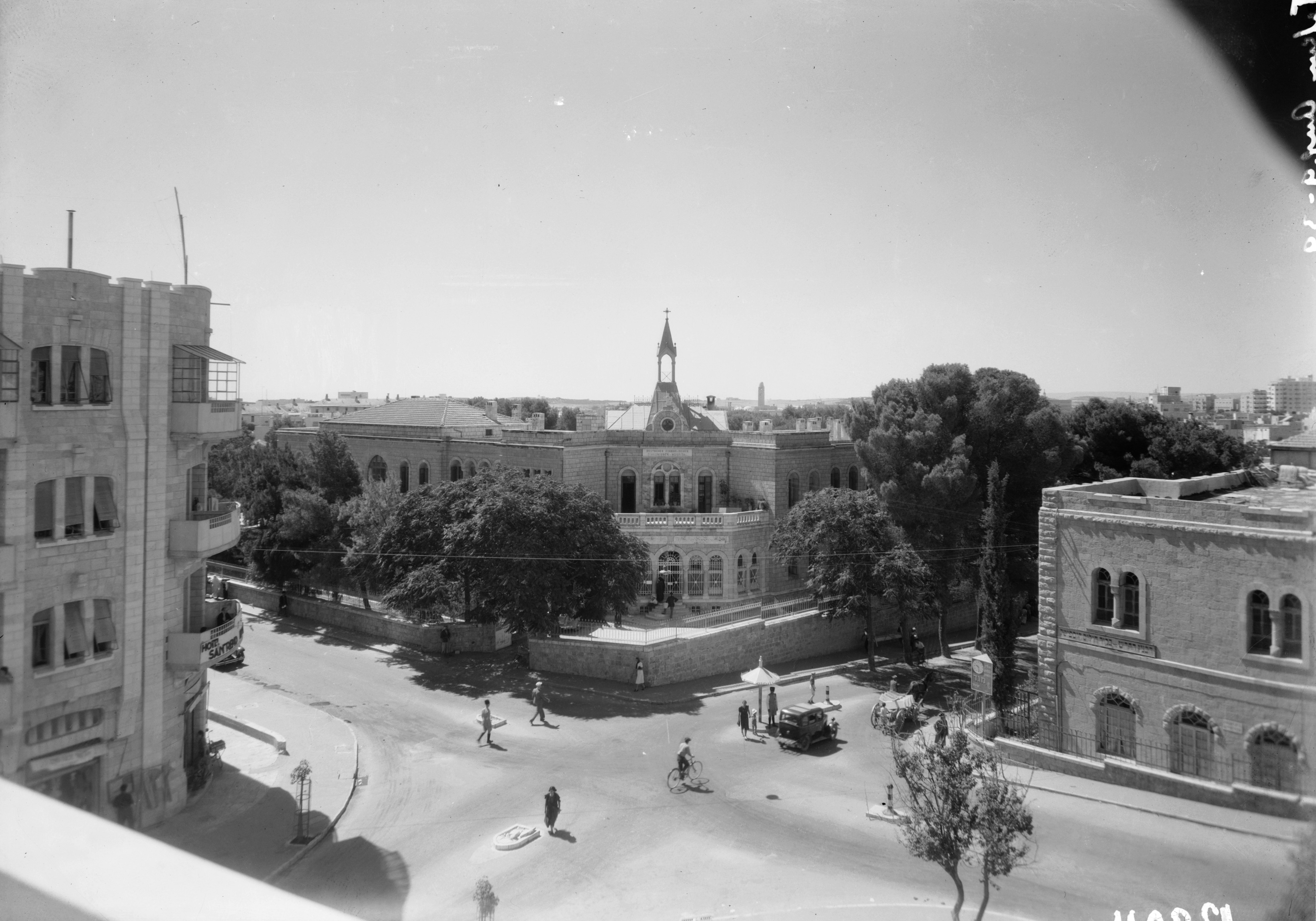
Hospital alemán en la Calle Straus diseñado por Conrad Schick. Actualmente Hospital Bikur Holim.

La casa que Schick construyó para su familia, Casa Tabor, o Beit Tavor en hebreo, en la Calle Nebihim en Jerusalén, todavía sigue en pie. Fue comprada en 1951 por protestantes suecos y ahora alberga el Instituto Teológico Sueco para la instrucción religiosa y estudios de la Tierra de Israel. 
Schick fue elegido para diseñar Mea Shearim, uno de los primeros barrios de Jerusalén construido fuera de los muros de la Ciudad Vieja.

## Arqueología
Conrad Schick es conocido también por sus investigaciones arqueológicas de Jerusalén y alrededores, tarea a la que dedicó cincuenta años. Trabajó para el Fondo para la Exploración de Palestina y publicó con frecuencia en su revista institucional. En 1872, a Schick recibió permisó para realizar investigaciones en el Monte del Templo, cuyo acceso por lo general estaba vedado a no musulmanes por las autoridades otomanas. Como resultado de sus investigaciones, construyó modelos del Monte del Templo (ver más abajo).
Conad Schick estuvo involucrado en el descubrimiento y estudio inicial de la Inscripción de Siloé, que describe cómo se terminó la construcción del Túnel de Siloé en los días del rey Ezequías de Judá.
En 1874, Schick fue el primer erudito en publicar una descripción del Jardín de la Tumba, apoyando la teoría de Charles Gordon de que se trata de la tumba de Jesús.

## Modelos bíblicos

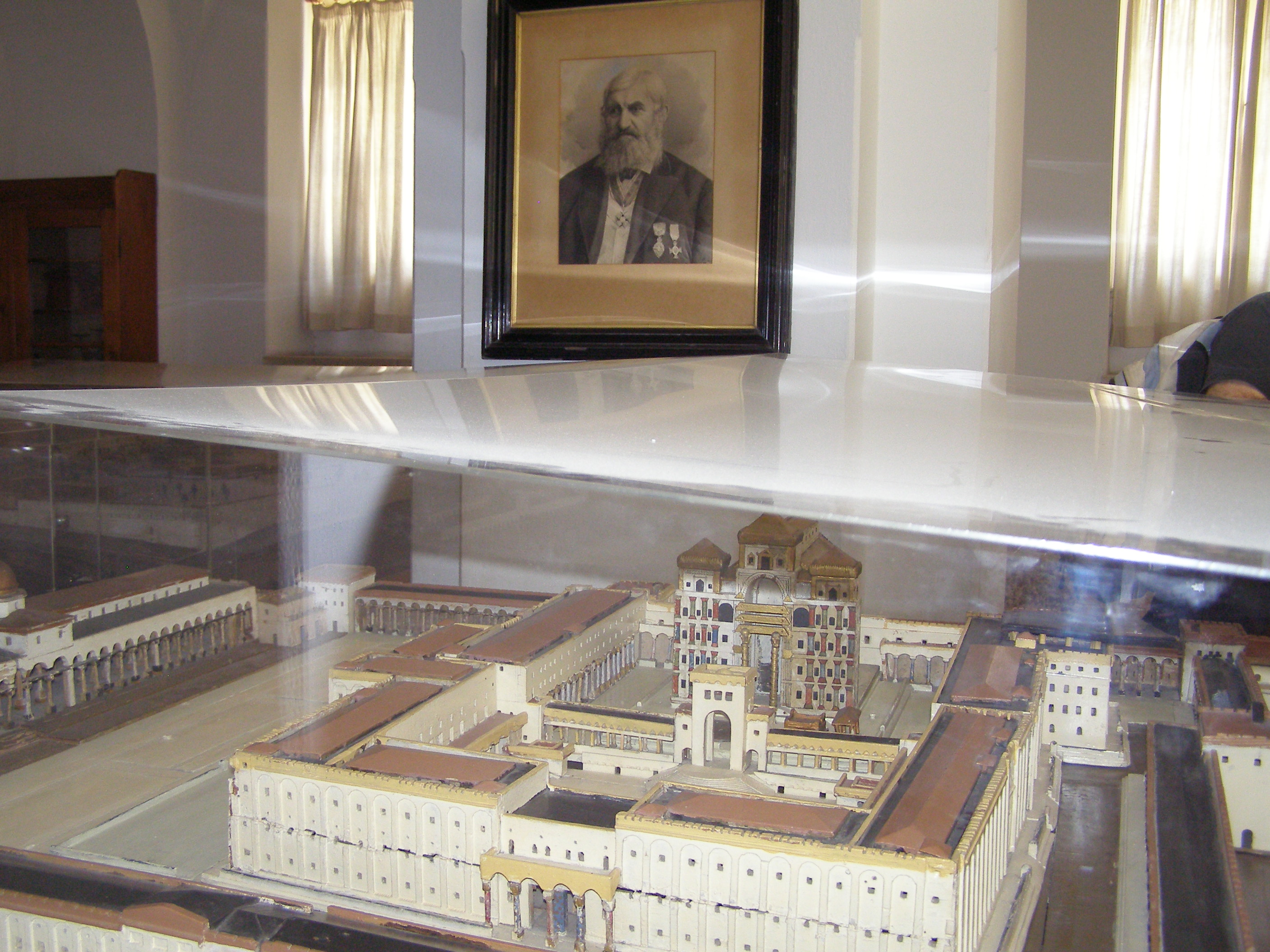
Modelo del Templo de Jerusalén en tiempos de Herodes, con un retrato de Schick en el fondo, en Schmidt's Girls College, Jerusalén,

Schick construyó una notable serie de modelos de los edificios musulmanes del Haram al-Sharif en el Monte del Templo. También diseñó réplicas del Templo Judío, según la información disponible en su época, pero que hoy se consideran anticuadas. 
Dos modelos de madera del Monte del Templo fueron exhibidos en el pabellón turco de la Exposición Mundial de Viena de 1873. Después del final de la Feria Mundial, no se encontró comprador para uno de los modelos y fue alojado en la Misión Chrischona cerca de Basilea, durante 138 años. Luego fue comprado por la Iglesia de Cristo y puede verse en la Ciudad Vieja de Jerusalén. El rey Carlos I de Württemberg compró el otro y posteriormente elevó a Schick al rango de Royal Württembergian Hofbaurat (Consejero Privado de Construcción) por su excelente trabajo.
Su réplica del Tabernáculo bíblico fue visitada en Jerusalén por varios monarcas, recorrió el Reino Unido y también fue exhibida en la Exposición Mundial de Viena.
Schick construyó una réplica del Monte del Templo y la Cúpula de la Roca para el sultán otomano. Su modelo final, en cuatro secciones, cada una representando el Monte del Templo tal como apareció en una época en particular, fue exhibió en la Exposición Mundial de St. Louis de 1904.
Dos modelos del Monte del Templo creados por Schick se encuentran en el sótano del museo Paulus-Haus en las afueras de la Ciudad Vieja de Jerusalén, cerca de la Puerta de Damasco. Un modelo muestra el Monte del Templo como era en la década de 1870, según su investigación. El otro es un modelo del templo judío.

## Conmemoración
La Biblioteca Conrad Schick en Iglesia de Cristo, en la Ciudad Vieja de Jerusalén, lleva su nombre. También el callejón Conrad Schick, que conduce a la entrada del Jardín de la Tumba. 

## Algunas publicaciones
- 1878. Zeitschrift des Deutschen Palästina-Vereins. Leipzig, O. Harrassowitz [etc.]
- 1879. «Neue Funde im Norden von Jerusalem». Zeitschrift des Deutschen Palästina-Vereins 2: 102–112.
- 1880. con Marti, K. «Mittheilungen von Baurath C. Schick in Jerusalem über die alten Lauren und Klöster in der Wüste Juda.». Zeitschrift des Deutschen Palästina-Vereins 3: 1-43.
- 1891. «Reports from Jerusalem - Letters from Herr Schick». Quarterly statement - Palestine Exploration Fund 23: 198–204. doi:10.1179/peq.1891.23.3.198.
- 1892. «Letters from Baurath C. Schick / Remarkable Rock cut tomb in Wady el Joz». Quarterly statement - Palestine Exploration Fund 24: 9–16.
- 1896. «Zur Einwohnerzahl des Bezirks Jerusalem». Zeitschrift des Deutschen Palästina-Vereins 19: 120–127.
- 1899. «Reports by Dr. Conrad Schick». Quarterly statement - Palestine Exploration Fund 31: 36–37.
- 1899. «Ancient Rock-cut Wine-presses at ‘Ain Karim». Quarterly statement - Palestine Exploration Fund 31: 41–42.
- 1905. «The birthplace of St. John the Baptist». Quarterly statement - Palestine Exploration Fund 37: 61–69.